# Éditions de l'Encyclopédie des Nuisances
Éditions de l'Encyclopédie des Nuisances (en español, "Ediciones de la Enciclopedia de las nocividades") es una editorial independiente francesa fundada en 1991 que publica textos sobre cuestiones sociales, en particular sobre la ideología del progreso industrial y los perjuicios que ocasiona (crítica social desde un prisma antiindustrial). La figura principal de la editorial era Jaime Semprún hasta su fallecimiento en agosto de 2010. La sede de la editorial se encuentra ubicada en París (16, rue Dauphine).

## Historia
A partir de 1991, la editorial es la prolongación de la actividad del grupo y revista denominado Encyclopédie des Nuisances que publicó quince fascículos entre 1984 y 1992. La revista Encyclopédie des Nuisances, subtitulada Diccionario de la sinrazón en las ciencias, los oficios y las artes en referencia a L'Encyclopédie ou Dictionnaire raisonné des sciences, des arts et des métiers de Diderot y D'Alembert, se situaba en la línea de pensamiento de la Internacional situacionista aunque de forma crítica.
Los principales redactores de la revista eran Jaime Semprún, Miguel Amorós, Pierre Lepetit, Guy Bernelas, Jacques Fredet, François Martin, Pascal Moatti, Jacques Philipponneau, Christian Sébastiani y Jean-Pierre Gomez.
Tras el reflujo revolucionario posterior al período 1968-1982, la revista tiene una función defensiva, la de mantener vivos el lenguaje crítico y la memoria histórica a la espera de la siguiente crisis revolucionaria. La EdN intentó hacer de puente entre las luchas del pasado y las del futuro que tendrían lugar sobre el terreno de la oposición a los fenómenos nocivos.
Guy Debord escribió tres textos para la revista (Abat-faim, Ab irato y Abolir) antes de tomar sus distancias en 1987 tras las huelgas de estudiantes y ferroviarios del invierno 1986-87.
La editorial publica exclusivamente textos de crítica social en los cuales se analiza la evolución de la sociedad moderna bajo una óptica anti-industrial. Desarrolla una crítica radical del Estado y de la sociedad industrial. Entre los responsables de la editorial figuran Jaime Semprún y Christian Sébastiani. La editorial ha publicado autores como George Orwell (en coedición con las ediciones Ivrea, antiguamente llamadas Champ libre), Günther Anders, Theodore Kaczynski, William Morris, René Riesel, Jean-Marc Mandosio, Bernard Charbonneau, Walter Benjamin y Lewis Mumford, entre otros. En 1994, la editorial publicó un libro de Jacques Philipponneau sobre el envenenamiento perpetrado en España llamado síndrome del aceite tóxico.
En 2011, antiguos miembros de la EdN, como Miguel Amorós, Bernard Pecheur y Michel Gomez, fundan su propia estructura editorial, Éditions de la Roue.
En 2012, la editorial publica Les Sanctuaires de l'abîme (en español Los santuarios del abismo), una crónica de la catástrofe de Fukushima escrita por Nadine Ribault y Thierry Ribault.

## Libros traducidos en español
- Encyclopédie des Nuisances, Contra el despotismo de la velocidad, Traducción, prólogo y notas de Miguel Amorós, Virus editorial, 2003.
- Miguel Amorós, Durruti en el laberinto, Muturreko burutazioak, Bilbao, 2006. Reedición ampliada en 2014 por Virus Editorial. ISBN 84-96044-81-4
- Günther Anders, La obsolescencia del hombre.
- Baudouin de Bodinat, La vida en la tierra, Ediciones el Salmón, 2018.
- Bernard Charbonneau, El Jardín de Babilonia, Ediciones el Salmón, 2016.
- Editions Ivrea y Encyclopédie des Nuisances, George Orwell ante sus calumniadores, Ediciones El Salmón, 2014.
- Encyclopédie des Nuisances, La sinrazón en las ciencias, los oficios y las artes, Muturreko burutazioak, Bilbao, 2000. ISBN 978-84-88455-85-2
- Elogio de la anarquía por dos excéntricos chinos del siglo III, polémicas del siglo tercero seleccionadas y presentadas por Jean Levi, Pepitas de calabaza, Logroño, 2009. ISBN 978-84-936367-8-4
- Theodore Kaczynski, La sociedad industrial y su futuro, 2012.
- Jean-Marc Mandosio, En el caldero de lo negativo, Pepitas de calabaza, Logroño, 2006. ISBN 84-96044-64-5
- William Morris, La era del sucedáneo. Y otros textos contra la civilización moderna, Pepitas de calabaza, Logroño, 2016. Traducción de Javier Rodríguez Hidalgo. ISBN 9788415862512
- Lewis Mumford, Las transformaciones del hombre.
- Lewis Mumford, El mito de la máquina.
- George Orwell, Ensayos, Debate, 2013.
- Kostas Papaioannou, El marxismo, ideología fría.
- Nadine Ribault y Thierry Ribault, Los santuarios del abismo. Crónica de la catástrofe de Fukushima, Pepitas de Calabaza, Logroño, 2012. Traducción de Javier Rodríguez Hidalgo. ISBN 978-84-940296-6-0
- René Riesel, Los Progresos de la domesticación, Muturreko burutazioak, Bilbao, 2003.
- René Riesel y Jaime Semprún, Catastrofismo, administración del desastre y sumisión sostenible, Pepitas de calabaza, Logroño, 2011.
- Jaime Semprún, El abismo se repuebla, prefacio de Miguel Amorós, Pepitas de calabaza, 2016.
- Jaime Semprún, Defensa e ilustración de la neolengua, ediciones El Salmón, 2012.
- Jaime Semprún, Apología por la Insurrección Argelina, Muturreko burutazioak, Bilbao, 2002. ISBN 978-84-96044-05-X
- Jaime Semprún, Diálogos sobre la culminación de los tiempos modernos, Muturreko burutazioak, Bilbao, 2006. ISBN 978-84-96044-77-7

## Lista de artículos de la revista
- Fascículo 1, noviembre de 1984: Discours préliminaire
- Fascículo 2, febrero de 1985: Histoire de dix ans
- Fascículo 3, mayo de 1985: Ab absurdo - Abadie - Abaissement
- Fascículo 4, agosto de 1985: Abandon - Abaque - A bas!
- Fascículo 5, noviembre de 1985: Abasoudir - Abat-faim - Abattage
- Fascículo 6, febrero de 1986: Abâtardissement - Abattage - Abbé - Abdelkader - Abderrahman - Abdication - Abécédaire
- Fascículo 7, mayo de 1986: Abeille - Abélard - Aberration - Abêtissement
- Fascículo 8, agosto de 1986: Abîme
- Fascículo 9, noviembre de 1986: Ab irato - Abjection - Abjuration - Ablation
- Fascículo 10, febrero de 1987: Ablette - Ablution - Abnégation - Aboiement - Abois
- Fascículo 11, junio de 1987: Abolir - Abolition - Abolitionniste - Abomination - Abondance
- Fascículo 12, febrero de 1988: Abonnir - Aborder
- Fascículo 13, julio de 1988: Aborigène - Aborner - Abortif - Abou Simbel - Aboulie - Aboutissants - Aboutissement
- Fascículo 14, noviembre de 1989: Ab ovo
- Fascículo 15, abril de 1992:  Abracadabra - Abracadabrant - Abramboé - Abrégé - Abrenuntio

## Libros publicados (orden cronológico)
- 1984-1992
  - Encyclopédie des Nuisances, 15 fascículos publicados entre 1984 y abril de 1992 (reeditados en 2024 en un solo volumen).
- 1993
  - Jaime Semprún, Dialogues sur l'achèvement des temps modernes
- 1994
  - Sophie Herszkowicz, Lettre ouverte au maire de Paris à propos de la destruction de Belleville
  - Jacques Philipponneau, Relation de l'empoisonnement perpétré en Espagne et camouflé sous le nom de Syndrome de l'huile toxique
- 1995
  - George Orwell, Essais, articles, lettres, Volume I (1920-1940), en coédition avec Ivrea/fonds Champ Libre
- 1996
  - Encyclopédie des Nuisances, Remarques sur la paralysie de Décembre 1995
  - William Morris, L'Age de l'ersatz et autres textes contre la civilisation moderne
  - George Orwell, Essais, Articles, Lettres. Volume II (1940-1943), en coédition avec Ivrea/fonds Champ Libre
  - Baudouin de Bodinat, La Vie sur terre. Réflexions sur le peu d'avenir que contient le temps où nous sommes
- 1997
  - Editions Ivrea et Encyclopédie des Nuisances, George Orwell devant ses calomniateurs
  - Jaime Semprún, L'Abîme se repeuple
- 1998
  - Theodore Kaczynski, La Société industrielle et son avenir
  - Alliance pour l'opposition à toutes les nuisances, Relevé provisoire de nos griefs contre le despotisme de la vitesse à l'occasion de l'extension des lignes du TGV (1991)
  - George Orwell, Essais, articles, lettres, Volume III (1943-1945), en coédition avec Ivrea/fonds Champ Libre
- 1999
  - Encyclopédie des Nuisances, Remarques sur l'agriculture génétiquement modifiée et la dégradation des espèces
  - Jean-Marc Mandosio, L'Effondrement de la très grande Bibliothèque nationale de France
  - Baudouin de Bodinat, La Vie sur terre, tome second
- 2000
  - René Riesel, Déclarations sur l'agriculture transgénique et ceux qui prétendent s'y opposer
  - Jean-Marc Mandosio, Après l'effondrement. Notes sur l'utopie néotechnologique
- 2001
  - René Riesel, Aveux complets des véritables mobiles du crime commis au CIRAD le 5 juin 1999
  - Jaime Semprun, Apologie pour l'insurrection algérienne
  - George Orwell, Essais, articles, lettres, Volume IV (1945-1950), en coédition avec Ivrea/fonds Champ Libre
- 2002
  - Günther Anders, L'Obsolescence de l'homme (1956), en coédition avec Ivrea/fonds Champ Libre
  - Bernard Charbonneau, Le Jardin de Babylone (1969)
- 2003
  - René Riesel, Du progrès dans la domestication
  - Jacques Fredet, Les Maisons de Paris
  - Jean-Marc Mandosio, Dans le chaudron du négatif
- 2004
  - Éloge de l'anarchie par deux excentriques chinois. Polémiques du troisième siècle, traduit et présenté par Jean Levi
- 2005
  - Jaime Semprún, Défense et illustration de la novlangue française
- 2006
  - Tchouang-Tseu, Les Œuvres de Maître Tchouang, traduction de Jean Levi
- 2007
  - Miguel Amorós, Durruti dans le labyrinthe
- 2008
  - Lewis Mumford, Les Transformations de l'homme (1956)
  - Jean-Marc Mandosio, D'or et de sable, este volumen contiene: I. D'or et de sable: dispute autour d'un chaudron - II. Fantôme, es-tu là? (Correspondance avec Anselm Jappe) - III. La Mesure de la réalité, ou la Grande Transformation racontée aux golden boys - IV. Magie et mathématiques chez John Dee - V. Longévité d'une imposture: Michel Foucault - VI. « Je veux être une machine»: genèse de la musique industrielle
  - René Riesel et Jaime Semprun, Catastrophisme, administration du désastre et soumission durable
  - Baudouin de Bodinat, La vie sur terre. Réflexions sur le peu d'avenir que contient le temps où nous sommes, tome premier (1996) et second (1999), suivis de deux notes additionnelles
- 2009
  - Kostas Papaioannou, L'Idéologie froide (1967)
  - Jaime Semprún, Discours préliminaire de l'Encyclopédie des Nuisances (novembre 1984)
- 2010
  - Jean-Marc Mandosio, Longévité d'une imposture: Michel Foucault suivi de Foucaultphiles et foucaulâtres, édition revue et augmentée
  - Arnaud Michon, Le Sens du vent, Notes sur la nucléarisation de la France au temps des illusions renouvelables
  - Tchouang-Tseu, Les Œuvres de Maître Tchouang, traduction de Jean Levi, édition revue et augmentée
- 2011
  - Jaime Semprún, Andromaque, je pense à vous!
  - Piergiorgio Bellocchio, Nous sommes des zéros satisfaits
- 2012
  - Nadine Ribault y Thierry Ribault, Les Sanctuaires de l'abîme - Chronique du désastre de Fukushima[3]
  - Walter Benjamin, Allemands - Une série de lettres (1936)
- 2013
  - Camillo Boito, Conserver ou restaurer: les dilemmes du patrimoine
  - Dwight Macdonald, Une tragédie sans héros: essais critiques sur la politique, la guerre et la culture (1938-1957)
- 2014
  - Lie Tseu, Les Fables de Maître Lie
- 2019
  - Lewis Mumford, Le Mythe de la machine
- 2023
  - Jacques Philipponneau, Au-dessus du volcan - Lettres italiennes (2017-2022)
- 2024
  - Encyclopédie des Nuisances, Dictionnaire de la déraison dans les arts, les sciences et les métiers, reedición en un volumen de los 15 fascículos publicados entre noviembre de 1984 y abril de 1992.

## Galería de imágenes

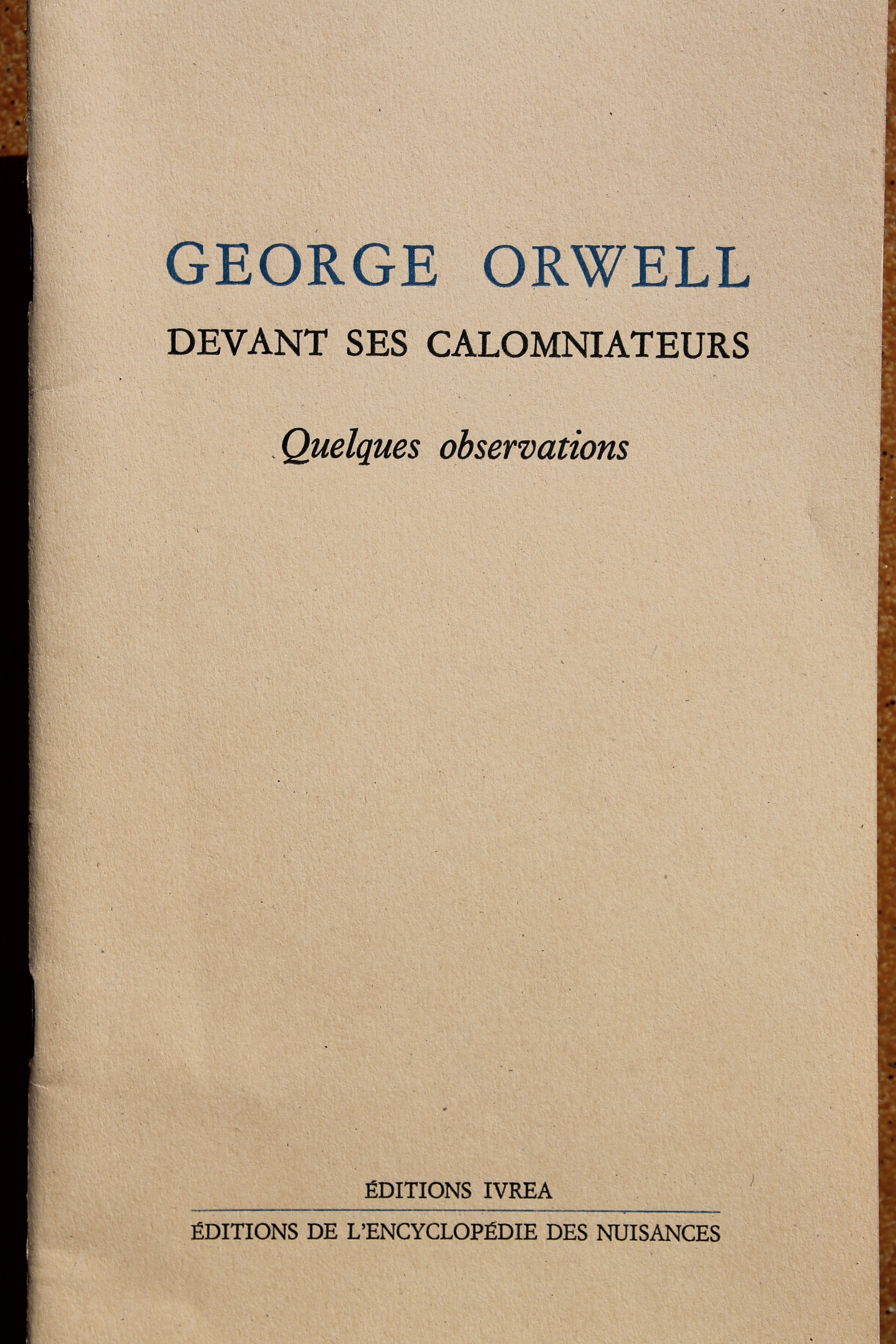
George Orwell devant ses calomniateurs, coeditado con Éditions Ivrea.
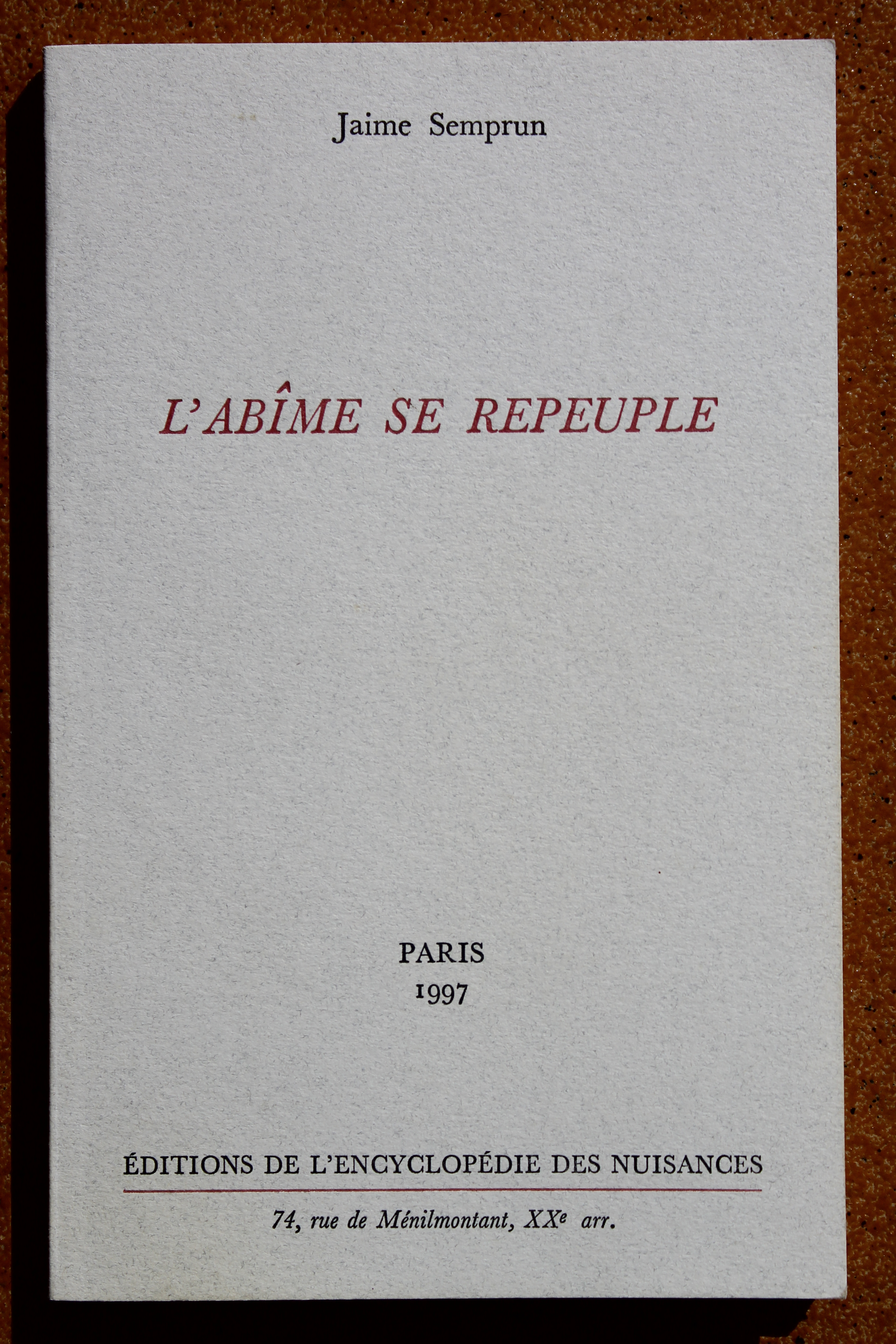
L'Abîme se repeuple de Jaime Semprun.
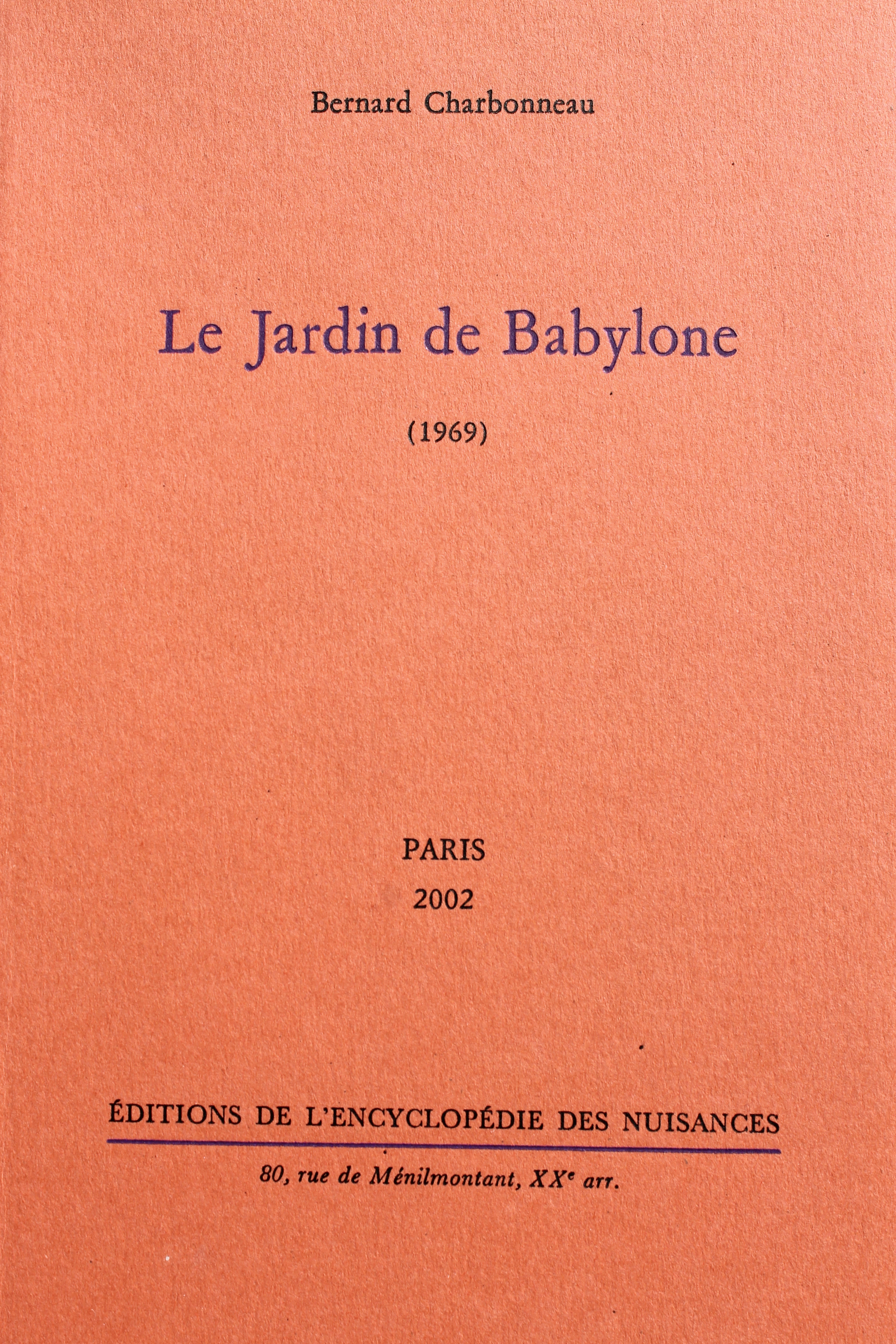
Le Jardin de Babylone por Bernard Charbonneau.
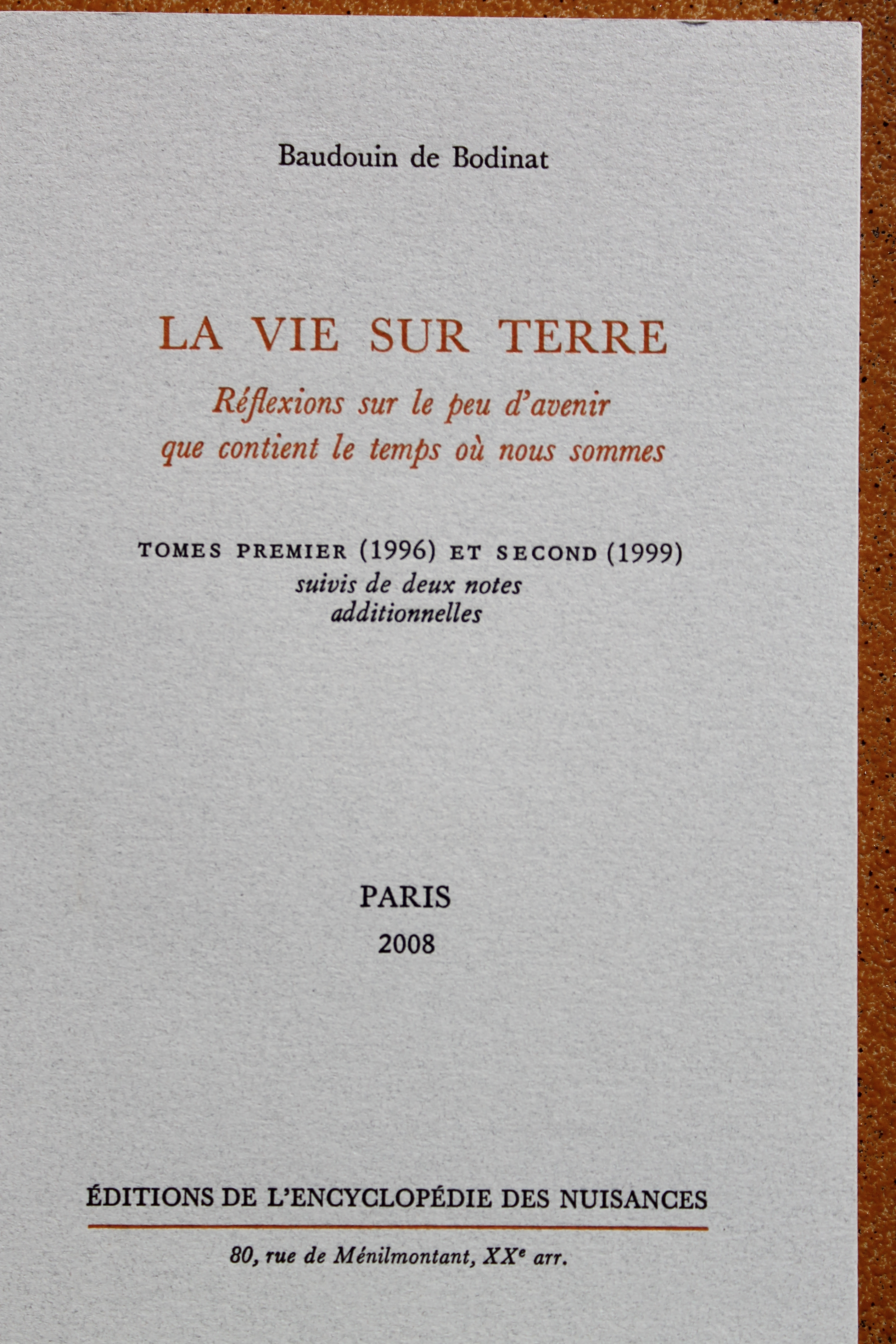
La vie sur terre por Baudouin de Bodinat.
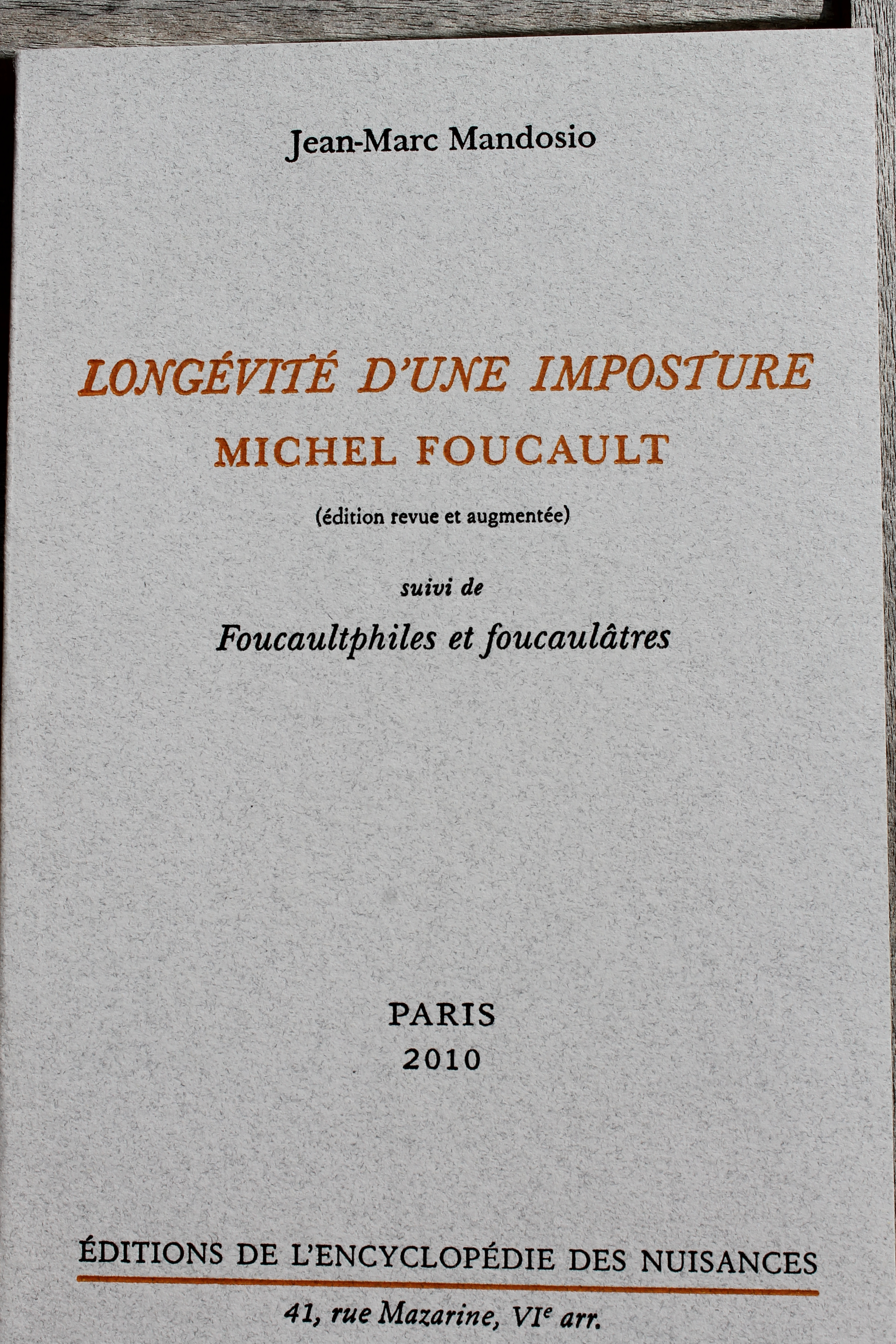
Longévité d'une imposture : Michel Foucault por Jean-Marc Mandosio.
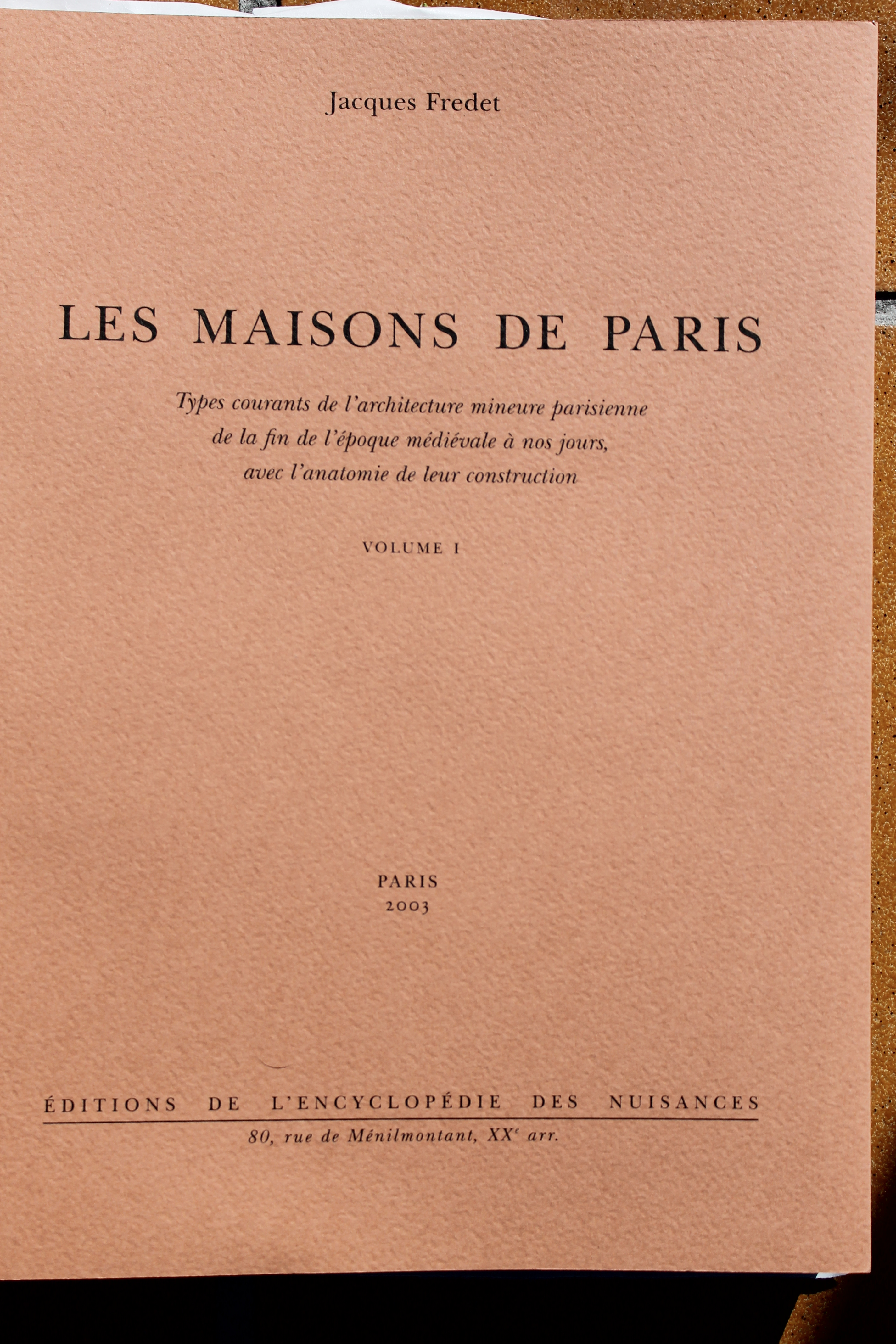
Les Maisons de Paris por Jacques Fredet.